# La-ngu (huyện)
La-ngu (tiếng Thái: ละงู) là một huyện (amphoe) của tỉnh Satun, miền nam Thái Lan.

## Lịch sử
La-ngu là một trong 3 huyện đầu tiên của Satun, ban đầu là một tiểu huyện (king amphoe) thuộc huyện Thung Wa. Khi việc trồng tiêu ở huyện Thung Wa giảm sút vào thập niên 1910, nhiều người dân đã đến  La-ngu canh tác. Năm 1930, chính quyền đã điều chỉnh tổ chức hành chính, nâng  La-ngu thành huyện và hạ Thung Wa xuống thành một tiểu huyện thuộc La-ngu.
Ban đầu huyện được chia thành 7 tambon, năm 1944, số tambon giảm xuống còn 5 đơn vị. Đơn vị tambon Khao Khao thứ 6 đã được lập ngày 1 tháng 8 năm 1978.

## Địa lý
Các huyện giáp ranh (từ phía bắc theo chiều kim đồng hồ) là: Thung Wa, Manang, Khuan Kalong và Tha Phae. Về phía tây là biển Andaman.
Một phần lớn bờ biển của huyện cũng như nhiều đảo khác thuộc Vườn quốc gia Mu Ko Phetra.

## Hành chính
Huyện này được chia thành 6 phó huyện (tambon), các đơn vị này lại được chia ra thành 64 làng (muban). Kamphaeng là một thị trấn (thesaban tambon) nằm trên một phần của tambon Kamphaeng. Có 6 Tổ chức hành chính tambon.
| STT. | Tên       | Tên Thái | Số làng | Dân số |  |
| 1.   | Kamphaeng | กำแพง    | 12      | 16.915 |  |
| 2.   | La-ngu    | ละงู      | 18      | 19.796 |  |
| 3.   | Khao Khao | เขาขาว   | 7       | 6.020  |  |
| 4.   | Pak Nam   | ปากน้ำ    | 11      | 9.757  |  |
| 5.   | Nam Phut  | น้ำผุด     | 6       | 7.982  |  |
| 6.   | Laem Son  | แหลมสน   | 10      | 3.463  |  |